# Химози (деревня)
Хи́мози (фин. Himasi) — деревня в Гатчинском муниципальном округе Ленинградской области.

## История
Деревня являлась вотчиной императрицы Марии Фёдоровны из которой в 1806—1807 годах были выставлены ратники Императорского батальона милиции.
Деревня Химози из 24 дворов упоминается на «Топографической карте окрестностей Санкт-Петербурга» Ф. Ф. Шуберта 1831 года.

ХИМОЗИ — деревня принадлежит ведомству Гатчинского городового правления, число жителей по ревизии: 52 м. п., 64 ж. п. (1838 год)

Согласно карте Ф. Ф. Шуберта 1844 года, деревня Химози насчитывала 22 крестьянских двора.
В пояснительном тексте к этнографической карте Санкт-Петербургской губернии П. И. Кёппена 1849 года она записана как деревня Himasi (Химози) и указано количество её жителей на 1848 год: эвремейсов — 53 м. п., 60 ж. п., савакотов — 19 м. п., 20 ж. п., всего 152 человека.

ХИМОЗИ — деревня Гатчинского дворцового правления, по просёлочной дороге, число дворов — 21, число душ — 54 м. п. (1856 год)

ХИМОЗИ — деревня удельная при колодце, число дворов — 22, число жителей: 83 м. п., 81 ж. п. (1862 год)

Согласно карте 1879 года, деревня Химози также состояла из 22 крестьянских дворов.

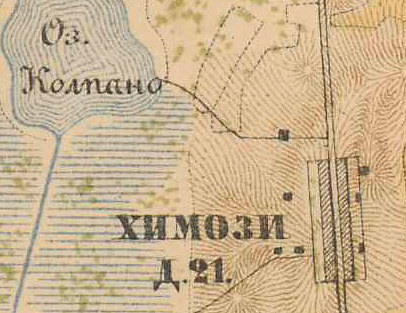
Деревня Химози на карте 1885 года

В 1885 году деревня насчитывала 21 двор.
В конце XIX — начале XX века деревня административно относилась к Гатчинской волости 2-го стана Царскосельского уезда Санкт-Петербургской губернии. Население деревни было однородным — финским.
По данным «Памятной книжки Санкт-Петербургской губернии» за 1905 год земля при деревне Химози принадлежала мещанину Фёдору Аверьяновичу Иванову.
К 1913 году количество дворов увеличилось до 25.
С 1917 по 1922 год деревня Химози входила в состав Химозского сельсовета Гатчинской волости Детскосельского (Гатчинского) уезда.
С 1922 года в составе Колпанского сельсовета.
Согласно данным переписи населения СССР 1926 года в деревне Химози Колпанского сельсовета Троцкой волости Троцкого уезда проживал 231 человек — все финны и одна семья эстонских цыган. В 1928 году население деревни Химози также составляло 231 человек.

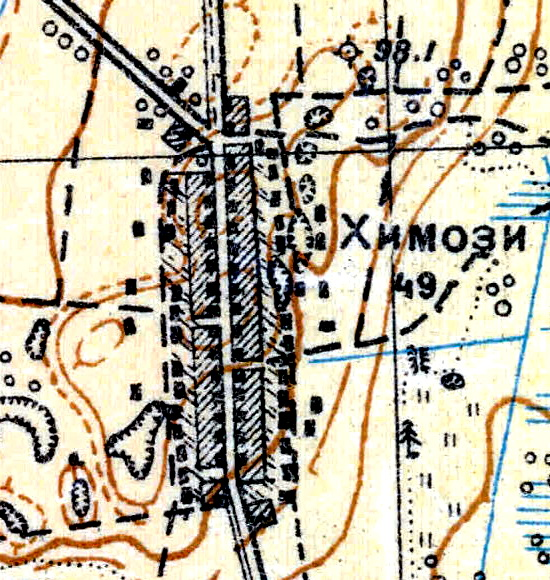
План деревни Химози. 1931 год

Согласно топографической карте 1931 года деревня насчитывала 49 дворов.
По административным данным 1933 года деревня Химози входила в состав Колпанского финского национального сельсовета Красногвардейского района.
В 1958 году население деревни Химози составляло 445 человек.
С 1959 года в составе Никольского сельсовета.
По данным 1966 года деревня Химози входила в состав Никольского сельсовета.
По данным 1973 и 1990 годов деревня Химози входила в состав Большеколпанского сельсовета.
В 1997 году в деревне проживали 424 человека, в 2002 году — 435 человек (русские — 91%), в 2007 году — 344.

## География
Деревня расположена в северо-западной части района близ автодороги Р23 «Псков» (E 95, Санкт-Петербург — граница с Беларусью) и Колпанского озера.
Расстояние до административного центра поселения, деревни Большие Колпаны — 5 км.
Расстояние до ближайшей железнодорожной станции Гатчина-Балтийская — 1,5 км.
Граничит с одноимённым историческим районом Гатчины — Химози.

## Демография
| 1862 | 2007 | 2010 | 2011 | 2012 | 2017 |
| ---- | ---- | ---- | ---- | ---- | ---- |
| 164  | ↗344 | ↗394 | ↗425 | →425 | ↗478 |

### Национальный состав
Согласно данным Всероссийской переписи населения 2021 года в деревне проживали 290 человек, из них:
 русские — 244, цыгане — 5, украинцы — 2, армяне — 1, белорусы — 1, болгары — 1, крымские татары — 1, татары — 1, финны — 1, другие национальности — 13 человек, остальные национальность не указали.

## Транспорт
От Гатчины до Химози можно доехать на автобусе № 4 и автобусе № 20.

## Улицы
1-я линия, 2-я линия, 3-я линия, 4-я линия, Восточная, Восточный переулок, Железнодорожная, Крайняя, Лесная, Озёрная, Ополченцев, Полевая.